# Sassenage (Adelsgeschlecht)

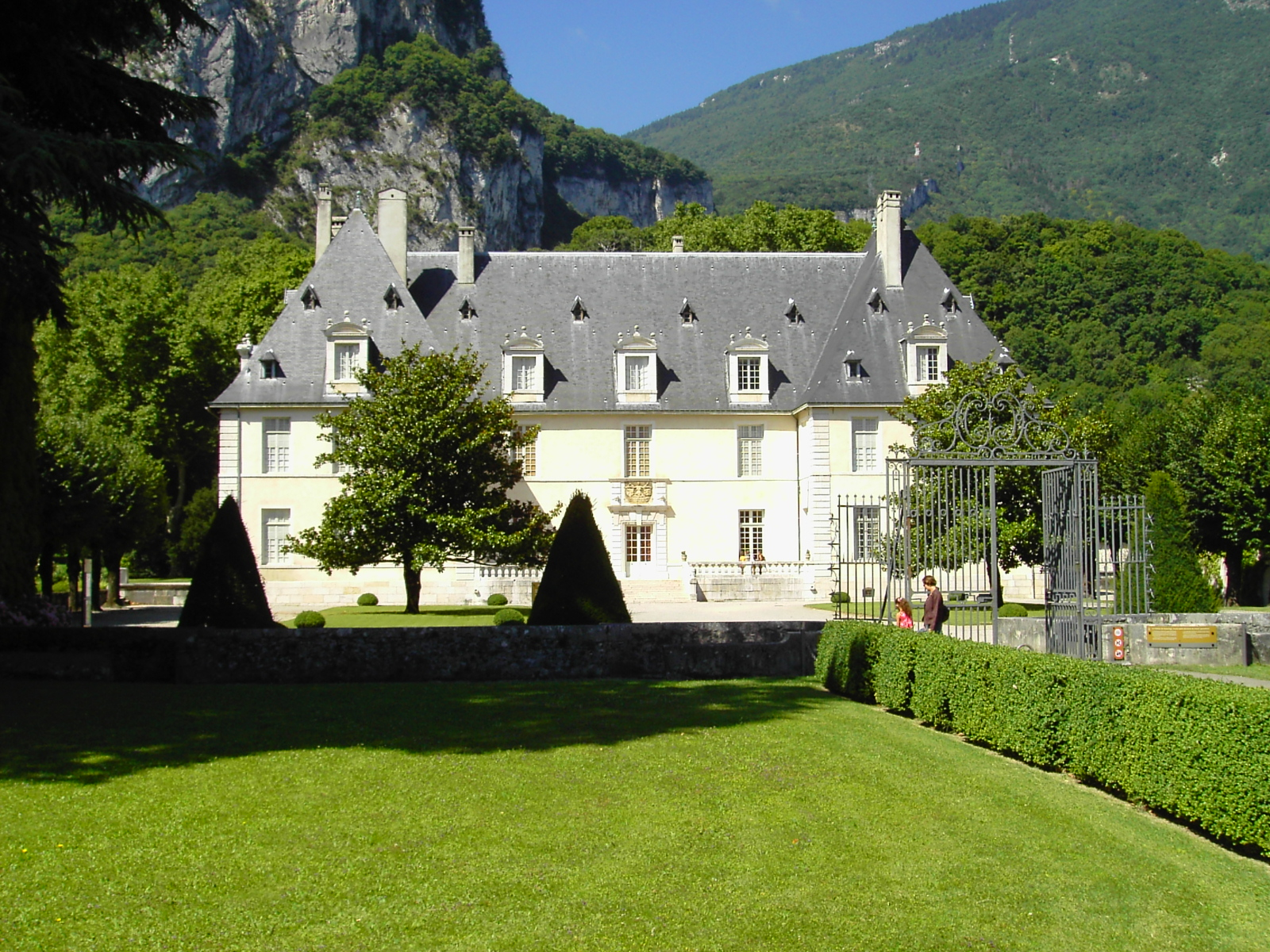
Das Schloss de Sassenage – letzter Sitz des Geschlechtes der Sassenage

Sassenage war eine der einflussreichsten Familien der Dauphiné.

## Geschichte
Sie stammte aus dem Royans mit dem Hauptort Pont-en-Royans. Stammsitz der Familie ist das Schloss Sassenage in der Gemeinde Sassenage unweit von Grenoble. Das bekannteste Familienmitglied ist Marguerite de Sassenage, die Mätresse des Königs Ludwig XI.
Mitglieder des ersten Hauses Sassenage treten im 12. und 13. Jahrhundert als Bischöfe von Grenoble hervor, das zweite Haus Sassenage stammte vom Haus Bérenger und damit den Fürsten von Royans ab. Das Haus Sassenage starb im 18. Jahrhundert aus.
Namensgeber für den Blauschimmelschnittkäse Bleu de Vercors-Sassenage war ein Baron des Hauses, der diesen Käse im 14. Jahrhundert für den Verkauf freigab.

## Stammliste (Auszug)

### Erste Erwähnungen
- Ismidon de Sassenage, nach 1090–1115 Bischof von Die, heiliggesprochen
- Othmar de Sassenage, 1150/51 Bischof von Grenoble
- Jean de Sassenage, 1164–1220 Bischof von Grenoble
- Guillaume de Sassenage, 1266–1302/03 Bischof von Grenoble

### Die Bérenger
1. Bérenger, Prince de Royans (1107 bezeugt)
  1. Raymond Bérenger (1151–1189 bezeugt)
    1. Raymond Bérenger – Nachkommen: die Bérenger du Pont und die Sassenage – siehe unten
    2. Guigues – Nachkommen: die Bérenger du Guâ († Ende des 18. Jahrhunderts)
    3. Rambaud
      1. Flotte; ⚭ Guillaume I. de Poitiers, Comte de Valentinois († vor 1189), (Haus Poitiers-Valentinois)

  2. Pierre – Nachkommen: die Bérenguer de Morges († Anfang des 17. Jahrhunderts)

### Das erste Haus Sassenage
1. Albert; ⚭ Marguerite Allemand
  1. François (1328 bezeugt); ⚭ Agnès de Jacz (1312 bezeugt)
    1. Albert
    2. Béatrix; ⚭ Aymard Bérenger, Seigneur de Pont-en-Royans – siehe unten

### Das zweite Haus Sassenage bis zum Ende des 15. Jahrhunderts
1. Aymard Bérenger, Seigneur de Pont-en-Royans; ⚭ Béatrix de Sassenage, Tochter von François – siehe oben
  1. Henri (1350 bezeugt); ⚭ Huguette de La Tour (1336 bezeugt)
    1. François († 1399), Baron de Sassenage; ⚭ I Constance Allemand (1363 bezeugt); ⚭ II Alix de Chalon (1384 bezeugt), Tochter von Tristan, Seigneur de Châtelbelin (Haus Chalon)
    2. Aymard, Seigneur de Saint-André et Champeverse; ⚭ Humilie Aynard
      1. Henri genannt Le Roux († 17. August 1424 in der Schlacht von Verneuil), Baron de Sassenage, 1416–1420 Gouverneur der Dauphiné; ⚭ Antonia di Saluzzo, Tochter von Ugo di Saluzzo (Hugues de Saluces), Seigneur de Montjay-Sanfront (Aleramiden), und Marguerite des Baux, Dame de Suze (Haus Les Baux), sie heiratete in zweiter Ehe Louis de la Baume de Suze
        1. François († 1447), Baron de Sassenage; ⚭ Philippe Allemand († 1478) – Nachkommen: siehe unten
        2. Marguerite († nach 1471), als Witwe Mätresse des späteren Königs Ludwig XI.; ⚭ Amblard de Beaumont, Seigneur de Montfort

      2. Antoine, Seigneur de Saint-André et Champeverse; ⚭ Anne de Trians
        1. François
          1. Françoise, Vicomtesse de Tallard; ⚭ Antoine de Clermont, (Haus Clermont-Tonnerre)

      3. Albert, Seigneur de Vinay – Nachkommen: das zweite Haus La Tour

### Die Sassenage ab dem 16. Jahrhundert
1. François (1447 bezeugt), Seigneur de Sassenage; ⚭ Philippe Allemand (1478 bezeugt) – Vorfahren: siehe oben
  1. Jacques (1490 bezeugt), Seigneur de Sassenage
    1. Louis (1521 bezeugt), Seigneur de Sassenage
      1. François (1524 bezeugt), Seigneur de Sassenage
      2. Philibert († 1555), Seigneur de Sassenage

    2. François, Seigneur de Pont-en-Royans
      1. Laurent (1568 bezeugt), Seigneur de Sassenage
        1. Antoine (1609 bezeugt), Seigneur de Sassenage
          1. Gaspard († 1649), Seigneur de Sassenage; ⚭ Antoinette d’Albon (1628 bezeugt), (Haus Albon)
          2. Marthe; ⚭ Pierre d’Albon (1620 bezeugt), (Haus Albon)

      2. Antoine (1598 bezeugt)
        1. Laurent (1585 bezeugt)
        2. Antoine (1615 bezeugt)
          1. Alphonse, Seigneur de Sassenage
            1. Charles, Seigneur de Sassenage
              1. Joseph-Louis-Alphonse, Seigneur de Sassenage
              2. Gabriel-Alphonse, Seigneur de Sassenage
              3. René-Ismidon; ⚭ Marie Thérèse d’Albert de Luynes (1698 bezeugt) (Haus Albert)
                1. Charles François, Seigneur de Sassenage
                  1. Marie-Françoise-Camille; ⚭ 1718 Raymond-Pierre de Bérenguer du Gua (1755 bezeugt)